# Thecla toba
Thecla toba är en fjärilsart som beskrevs av Hayward 1950. Thecla toba ingår i släktet Thecla och familjen juvelvingar. Inga underarter finns listade i Catalogue of Life.